# Grb Melille
Grb Melille je grb španjolske enklave Melille, smještene na obali Sredozemnog mora na sjeveru Afrike i okružene Marokom. Pokraj grba se nalaze dva stupa koji označuju Herkulove stupove, antički naziv za gibraltarski tjesnac. Stube su obavijene latinskim natpisom "Non Plus Ultra". Sredina grba je modro plave boje te se u njoj nalaze dvije košare sa zmijama. Rubovi grba sastoje se od devet crvenih i bijelih kvadrata. U središtu svakog crvenog kvadrata nalazi se slika zlatnog dvorca, dok se bijeli kvadrati sastoje od crvenog hodajućeg lava. Kao i kod grba Ceute, i slikovne karakteristike grba Melille su preuzete sa starijih španjolskih grbova, npr. grbova Kastilje i Leóna. Ispod grba nalazi se zmaj, a iznad njega zlatna kruna na čijoj sredini je toranj dvorca na kojem se nalazi vitez koji baca nož prema zmaju.
Iznad viteza vijori se natpis "Praeferre Patriam Liberis Parentem Decet" na latinskom jeziku.
Grb Melille odobrio je španjolski kralj Alfonso XIII. temeljem Kraljevskog dekreta donesenog 11. ožujka 1913. Dekret je potpisao predsjednik Vijeća ministara, Alvaro de Figueroa, grof od Romanonesa.

## Vanjske poveznice
- Sitographics.com
- Escudo de Melilla